# Scartelaos histophorus
Scartelaos histophorus é uma espécie de peixe da família Gobiidae e da ordem Perciformes.

## Morfologia
- Os machos podem atingir 14 cm de comprimento total.[4][5]

## Habitat
É um peixe de clima tropical e demersal.

## Distribuição geográfica
É encontrado desde o Paquistão até ao Japão e Austrália, incluindo a zona de maré de água doce do rio Mekong.

## Observações
É inofensivo para os humanos e é capaz de respirar ar.